# Штырова, Александра Михайловна
Александра Михайловна Штырова (1919—?) — советская ткачиха-многостаночница ткацкой фабрики комбината «Трёхгорная мануфактура» имени Ф. Э. Дзержинского. Депутат Совета Союза Верховного Совета СССР 3-го созыва.

## Биография
Александра Штырова родилась в 1919 году в семье рабочего «Трёхгорной мануфактуры» Михаила Сергеевича Штырова. В возрасте 15 лет поступила в школу фабрично-заводского ученичества этого комбината. С отличием окончив школу ФЗУ, в 1936 году пошла работать ткачихой на «Трёхгорную мануфактуру». Вскоре окончила курсы техминимума, потом школу высокой производительности. После этого перешла на обслуживание восьми ткацких станков вместо положенных по норме шести. После начала Великой Отечественной войны вместе с другими работницами занималась строительством оборонительных сооружений, трудилась на лесозаготовках. Во время войны фабрика занималась ткани для нужд армии. Когда в 1944 году фабрика вновь вернулась к производству тканей гражданского ассортимента, Александра Штырова в числе первых работниц перешла на обслуживание 10 ткацких станков вместо 8, а также помогла это сделать другим работницам бригады. В декабре 1945 года она перешла на обслуживание 12 станков, а в апреле 1946 года первой стала работать на 16 станках. Таким образом, выработка Александры Штыровой составила 183 % задания без ущерба для качества продукции. В июле 1949 года она досрочно выполнила свой пятилетний план. Александра Штырова активно занималась и общественной деятельностью — была членом партбюро ткацкой фабрики, членом президиума МГСПС, вела на фабрике агитационно-массовую работу. С 1944 года являлась членом ВКП(б).
О трудовых подвигах Александры Штыровой много писали газеты. Её имя было занесено в Книгу почёта Министерства текстильной промышленности СССР. Она была награждена Орденом Ленина, медалями «За оборону Москвы», «За доблестный труд в Великой Отечественной войне 1941—1945 гг.», «В память 800-летия Москвы».
4 февраля 1950 года на собрании членов комбината «Трёхгорная мануфактура» Александра Штырова была выдвинута кандидатом в депутаты Совета Союза Верховного Совета СССР по Краснопресненскому избирательному округу города Москвы. На выборах 12 марта 1950 год она была избрана депутатом Верховного Совета.
В 1960-х годах была заведующей Дома для престарелых комбината «Трехгорная мануфактура имени Ф. Э. Дзержинского».